# Wohin mit Jacques?

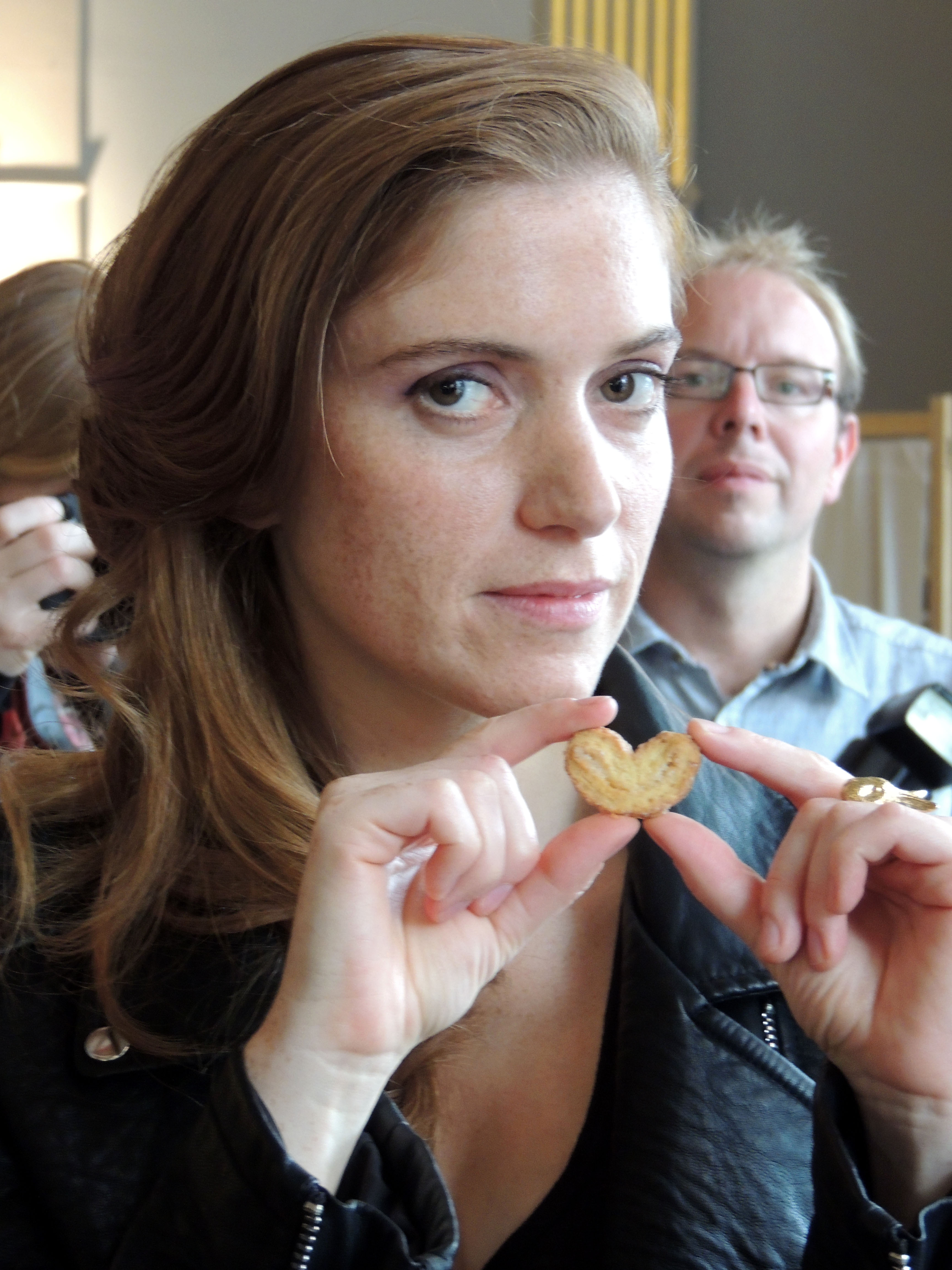
Maud Wyler spielt Louise, die sich um ihrem Bruder kümmern muss (Foto von 2013).

Wohin mit Jacques? (Originaltitel: Qu'est-ce qu'on va faire de Jacques?) ist ein französisches Filmdrama aus dem Jahr 2022. Der Film war ab dem 18. Februar online verfügbar und hatte seine deutsche und französische Fernsehpremiere am 25. Februar 2022 auf Arte.

## Handlung
Durch den Tod ihres Vaters müssen die Geschwister Louise, Fabien und Estelle sich um ihren an Schizophrenie erkrankten, ungepflegten und übergewichtigen Bruder Jacques kümmern, was bislang der Vater getan hat. Jacques ist zu einem selbständigen Leben sichtlich nicht in der Lage, beteiligt sich auch nicht nennenswert an Erledigungen, sondern ist vor allem eine Last – er lebt von Geld, das seine Geschwister ihm zustecken, konsumiert Unmengen an Bier und Zigaretten, und seine Körperhygiene lässt auch zu wünschen übrig. Insgeheim ist er in die Kassiererin im kleinen Supermarkt verliebt.
Den Geschwistern ist klar, dass sie ihn nicht allein wohnen lassen können. Nach einigem Hin und Her ist er mit dem Verkauf des Hauses einverstanden, nimmt sein Einverständnis aber später wieder zurück und gerät deshalb mit Louises Freund Laurent hart aneinander.
Da Fabien Familie hat und Estelles Partnerin ein Kind erwartet, kümmert sich zunächst Louise um ihn. Zunächst fährt sie öfter zu ihm aufs Land, doch auch sie hat ihre beruflichen und privaten Verpflichtungen, so dass er schließlich vorübergehend in ihre Wohnung zieht; sie wohnt bei Laurent und besucht ihn so oft wie möglich. Langsam öffnet er sich ihr, doch seine Stimmungsschwankungen und Wutausbrüche machen den Umgang mit ihm schwer. Schließlich erzählt er Louise, dass sein Wesen und Verhalten ihn selbst ebenso nervt, er aber nicht weiß, wo er anfangen soll – allein traut sich nicht einmal zu duschen und schämt sich sehr dafür.
Da Louise beruflich für ein Jahr nach Chile gehen wird, besorgen sie für Jacques eine Wohnung, die ihm ausgezeichnet gefällt. Bei der Feier anlässlich der Geburt von Estelles Kind setzt Jacques sich unbemerkt ab und trampt zurück zu seinem Elternhaus. Er kauft im Supermarkt Bier, das er auf dem Friedhof trinkt, bricht in das verkaufte Elternhaus ein und raucht nachdenklich eine Zigarette.

## Produktion
Der Film wurde in Chazelles im Département Charente gedreht.

## Rezeption

### Kritiken
Das Lexikon des internationalen Films gibt dem Film 3 von 5 Sternen. Es schreibt: „Einfühlsames, unsentimentales Drama, das keine einfachen Lösungen anbietet, sondern sich um ausgewogene Darstellung der Positionen bemüht. Zurückhaltend inszeniert, können vor allem die beiden Hauptdarsteller überzeugen.“
Oliver Armknecht gibt dem Film in seiner Kritik auf film-rezensionen.de 7 von 10 Punkten. Der Film fordere die Zuschauer heraus, in irgendeiner Weise Stellung zu der schwierigen Situation zu beziehen, wenn die Verantwortung für jemand anderen und für einen selbst im Widerspruch steht. Das heißt: Wie weit würde man gehen, welche Einschränkungen in Kauf nehmen? Eine einfache Antwort gebe der Film nicht vor, was Regisseurin Garel-Weiss hoch anzurechnen sei. Sie erzähle mit dem ruhigen und nachdenklichen Film eine „bewegende Geschichte, ohne die Zuschauer und Zuschauerinnen manipulieren zu wollen“.